# 信长之野望·新生
《信長之野望·新生》是於2022年7月21日推出的模擬遊戲，由光榮特庫摩遊戲出品，並在任天堂Switch、PlayStation 4和Windows平臺發佈。遊戲是信長之野望系列的第16款主要遊戲。中文版与日文版同步推出。

## 遊戲劇本
| 起始日期   | 中文版名稱             | 預設推薦勢力                               | 備註                      |
| ---------- | ---------------------- | ------------------------------------------ | ------------------------- |
| 1543年9月  | 鐵炮東傳（史實）       |                                            |                           |
| 1546年1月  | 信長元服（史實）       | 大內義隆、北條氏康、六角定賴、齋藤利政     |                           |
| 1553年4月  | 尾張統一（史實）       | 三好長慶、今川義元、大友義鎮、尼子晴久     |                           |
| 1556年3月  | 兄弟相剋（史實）       |                                            |                           |
| 1560年4月  | 桶狹間之戰（史實）     | 織田信長、武田信玄、島津貴久、南部晴政     |                           |
| 1567年8月  | 天下布武（史實）       | 織田信長、武田信玄、毛利元就、六角承禎     | 威力加強版                |
| 1570年4月  | 信長包圍網（史實）     | 織田信長、足利義昭、德川家康、上杉輝虎     |                           |
| 1572年12月 | 三方原之戰（史實）     | 織田信長、武田信玄、德川家康、島津義久     | 威力加強版                |
| 1575年4月  | 長篠設樂原之戰（史實） | 織田信長、德川家康、武田勝賴、長宗我部元親 | 早期購買特典              |
| 1577年8月  | 手取川之戰（史實）     |                                            |                           |
| 1580年6月  | 天正耍猴戲（虛構）     | 織田信長、羽柴秀吉、德川信康、上杉景虎     | 特典版特典&數位豪華版特典 |
| 1582年1月  | 如夢似幻（史實）       | 織田信長、毛利輝元、上杉景勝、伊達輝宗     |                           |
| 1584年2月  | 小牧長久手之戰（史實） | 羽柴秀吉、德川家康、長宗我部元親、島津義久 | 預購特典                  |
| 1591年10月 | 天下未平（虛構）       | 豐臣秀次、北條氏直、真田昌幸、黑田官兵衛   | 威力加強版                |
| 1600年7月  | 關原之戰（史實）       | 豐臣秀賴、德川家康、上杉景勝、真田昌幸     | 威力加強版                |
| 1614年8月  | 大坂之陣（史實）       | 豐臣秀賴、德川家康、伊達政宗、立花宗茂     | 威力加強版                |
| 1618年2月  | 群雄繚亂（虛構）       | 仙石秀久、松平信康、蒲生氏鄉、小早川隆景   | 任一劇本過關後開啟        |

## 聯動作品
- 戰國權兵衛（作者：宮下英樹）

可使用仙石秀久、豐臣秀吉、明智光秀、黑田孝高、德川家康、
石田三成、長宗我部元親、阿市、島津家久、堀秀政等10人頭像。

## 外部連結
- （繁體中文）信長之野望・新生 - GAMECITY （页面存档备份，存于）